# Żelazo
Żelazo [pronunciación en polaco: /ʐɛˈlazɔ/] es un pueblo en el distrito administrativo de Gmina Galewice, dentro del condado de Wieruszów, voivodato de Łódź, en el centro de Polonia. Se encuentra a unos 8 kilómetros al noreste de Galewice, 17 kilómetros al noreste de Wieruszów, y 90 kilómetros suroeste de la capital regional Łódź.